# Max Faulkner
Herbert Gustavus Max Faulkner, född 29 juli 1916 i Bexhill i East Sussex, död 26 februari 2005 i Chichester i West Sussex, var en engelsk golfspelare.
Faulkners far var en professionell golfspelare som ägde en golfbana i Selsey.
Faulkners tävlingskarriär började 1946, strax efter andra världskrigets slut. Han vann 16 tävlingar i Europa, den sista var Portuguese Open då han var 52 år. Han vann även två seniortävlingar. Hans största framgång var segern i majortävlingen The Open Championship på Royal Portrush 1951 då han gick de 72 hålen på 285 slag, 2 slag bättre än argentinaren Antonio Cerda.
Faulkner spelade i Ryder Cup fem gånger, 1947, 1949, 1951, 1953 och 1957. 
| Majorsegrare genom tiderna                                                                                     |                 |              |              |                  |
| 200 olika spelare har vunnit i herrarnas majortävlingar. Max Faulkner var den 87:e spelaren som vann en major. |                 |              |              |                  |
| 1:a | 86:e            | 87:e         | 88:e         | 200:e            |
| Willie Park Sr                                                                                                 | Chandler Harper | Max Faulkner | Julius Boros | Louis Oosthuizen |
| Lista över golfens majorsegrare                                                                                |                 |              |              |                  |